# MLB Draft 1973
Der MLB Draft 1973 war der neunte Draft, der von der Major League Baseball veranstaltet wurde. An erster Stelle wurde David Clyde von den Texas Rangers ausgewählt. 

## Hintergrund
Vier der erfolgreichsten Spieler in den 1970er und 1980er Jahren wurden mit dem Infielder Robin Yount (Milwaukee Brewers, 1. Runde), Outfielder Dave Winfield (San Diego Padres, 1. Runde), dem Outfielder Fred Lynn (Boston Red Sox, 2. Runde) und Infielder Eddie Murray (Baltimore Orioles, 3. Runde) gewählt.
Im Gegensatz dazu musste der an erster Stelle gedraftete David Clyde nach einem erfolgreichen Beginn seiner Karriere früh verletzungsbedingt aufgeben.

## Erstrundenwahlrecht
|  | = All-Star |  |  | = Baseball Hall of Famer |

| Pick | Spieler          | Mannschaft            | Position | Schule                            |
| ---- | ---------------- | --------------------- | -------- | --------------------------------- |
| 1    | David Clyde      | Texas Rangers         | LHP      | Houston, Texas                    |
| 2    | John Stearns     | Philadelphia Phillies | SS       | University of Colorado            |
| 3    | Robin Yount      | Milwaukee Brewers     | SS       | Woodland Hills, Kalifornien       |
| 4    | David Winfield   | San Diego Padres      | OF       | University of Minnesota           |
| 5    | Glenn Tufts      | Cleveland Indians     | 1B       | Bridgewater, Massachusetts        |
| 6    | Johnnie LeMaster | San Francisco Giants  | SS       | Paintsville, Kentucky             |
| 7    | Billy Taylor     | Los Angeles Angels    | OF       | Savannah, Georgia                 |
| 8    | Gary Roenicke    | Montreal Expos        | SS       | West Covina, Kalifornien          |
| 9    | Lew Olsen        | Kansas City Royals    | RHP      | Alamo, Kalifornien                |
| 10   | Pat Rockett      | Atlanta Braves        | SS       | San Antonio, Texas                |
| 11   | Eddie Bane       | Minnesota Twins       | LHP      | Arizona State University          |
| 12   | Joe Edelen       | St. Louis Cardinals   | 3B-RHP   | Gracemont, Oklahoma               |
| 13   | Doug Heinold     | New York Yankees      | RHP      | Victoria, Texas                   |
| 14   | Lee Mazzilli     | New York Mets         | OF       | Brooklyn, New York                |
| 15   | Mike Parrott     | Baltimore Orioles     | RHP      | Camarillo, Kalifornien            |
| 16   | Jerry Tabb       | Chicago Cubs          | 1B       | University of Tulsa               |
| 17   | Ted Cox          | Boston Red Sox        | SS       | Midwest City, Oklahoma            |
| 18   | Ted Farr         | Los Angeles Dodgers   | C        | Spokane, Washington               |
| 19   | Charles Bates    | Detroit Tigers        | 1B       | Cal State Los Angeles             |
| 20   | Calvin Portley   | Houston Astros        | SS       | Longview, Texas                   |
| 21   | Steve Swisher    | Houston Astros        | SS       | Longview, Texas                   |
| 22   | Charles Kessler  | Cincinnati Reds       | OF       | Claremont, Kalifornien            |
| 23   | Randy Scarbery   | Oakland Athletics     | RHP      | University of Southern California |
| 24   | Steve Nicosia    | Pittsburgh Pirates    | C        | North Miami Beach, Florida        |

* Hat keinen Vertrag unterschrieben